# H.O.S.E.
H.O.S.E. oder S.H.O.E. ist eine Pokervariante. Bei ihr werden vier Varianten nacheinander in Rotation gespielt. Der Name leitet sich als Akronym der vier Pokervarianten ab: 
- H: Texas Hold’em
- O: Omaha Hold’em
- S: Seven Card Stud
- E: Eight or better (Seven Card Stud high-low)

Bei der Variante H.O.R.S.E. wird zusätzlich die Variante Razz gespielt.